# 이택희
이택희(李宅熙, 1934년 1월 1일~2017년 5월 22일)는 대한민국의 정치인이다. 대한민국의 제8·10·12대 국회의원을 역임했다.

## 경력
- 서울대학교 문리과대학 정치학과 졸업
- 서울대학교 대학원 정치학과 졸업(정치학석사)
- 단국대학교 정치학강사
- 신민당 충북도지부부 위원장
- 충북제3지구당위원장
- 신민당 중앙당총무부국장·조직부국장
- 신한·신민당조직책·지구당위원장
- 신민당 충북도당위원장·정책연구실장·원내수석부총무·당기위원장
- 지방자치추진위원회충북지부장
- 중앙정치훈련원부원장
- 신민당 정무위원·정책의장

## 역대 선거 결과
|  | 21.18% |

|  | 50.82% |

|  | 36.63% |

|  | 26.18% |

|  | 15.38% |